# Staatsloterijshow
De Staatsloterijshow, ook wel "De 100.000 Gulden Show" genoemd, was een grote spelshow die maandelijks op dinsdagavond werd uitgezonden op Veronica en later op RTL 4.
Van 1990 tot 1992 was het programma een eigen productie van Veronica genaamd: "De 100.000 Gulden Show". Vanaf januari 1992 werd de show in samenwerking met de Staatsloterij gemaakt.  De trekkingen van deze loterij liepen nu als een rode draad door het programma. Hierbij was ook te zien of de jackpot was gevallen. Het winnende lotnummer daarvoor werd voorafgaand aan de finale getrokken en gecontroleerd met een speciale machine. Hierbij waren computergeluiden te horen waarna de machine zei of de jackpot wel of niet was gevallen. Hiermee veranderde ook de titel naar "De Staatsloterijshow". De shows op Veronica van 1992 tot en met 1994 waren live-uitzendingen zonder reclame. Op RTL 4 werden de shows kort van tevoren opgenomen en pas later uitgezonden, inclusief twee of drie reclameblokken. 
Anita Witzier presenteerde opvallend genoeg in 1995, net voordat Veronica commercieel werd, een speciale serie van drie afleveringen van "De 100.000 Gulden Show", waarbij de Staatsloterij geen deelname had. Vanaf januari 2006 werd de show elke tiende van de maand uitgezonden. Het programma werd gepresenteerd door Marc Klein Essink van 1990 tot 2000, gevolgd door Carlo Boszhard en Chantal Janzen in 2006. In deze show streden koppels om 100.000 gulden/euro. Het spel bestond uit drie rondes en een grote finale.

## Spelverloop

### Ronde 1
Veronica (1992-1994)
Aan het begin van De Staatsloterijshow in '1992/'1993 start het spel met drie koppels. Een vast onderdeel is 'de draaibuis'. Hierbij moeten de kandidaten zo vaak mogelijk binnen een minuut door een snel draaiende buis proberen te komen. Een variant later hier op is het 'klittenbandlettergooispel'. Op een luchtkussen moet met klevende blokjes een woord gevormd worden. Bij beide spellen kunnen de drie koppels uiteindelijk hun eerste geld verdienen.
Vanaf oktober 1993 wordt 'De Stormbaan' geïntroduceerd als eerste spel: een levensgroot hindernisparcours in de gang naast Studio 22. Het koppel dat als laatste bij de eindstreep komt, valt direct af en doet niet meer mee aan het spel. Deze stormbaan wordt altijd voorzien van muziek van Europe, namelijk een instrumentale versie van het nummer 'The Final Countdown'.   
RTL 4 (1996-2000)
De stormbaan keert bij de transfer van De Staatsloterijshow naar RTL 4 weer terug. Het enige verschil is dat de koppels geen geld krijgen op basis van volgorde wie als eerste de finishstreep bereikt. Dit was bij Veronica wel het geval.
In september 1998 maakt De Stormbaan plaats voor een levensgrote kooi die de studio ingereden kon worden. Ook dit is een soort stormbaan, al is het grote verschil dat deze al opgebouwd klaar stond in de studio. In de laatste afleveringen van De Staatsloterijshow wordt de originele stormbaan, met een aantal extra spectaculaire elementen, nog een aantal keer gespeeld. Dit keer weer traditiegetrouw in de gang naast Studio 22.

### Ronde 2
Veronica (1992-1994)
De overgebleven koppels spelen een hoofdrekenspel. De sommen zijn gekoppeld aan de trekkingen van De Staatsloterij, die de rode draad vormen(de getrokken eindcijfers vormden steeds het eerste getal van de som). Het team met het minste geld valt direct af en krijgt als troostprijs een straatje Staatsloten. 
RTL 4 (1996-2000)
De drie overgebleven koppels spelen wederom het bekende hoofdrekenspel. Daarbovenop worden nog twee actiespellen gespeeld, die iedere aflevering variëren. Hierna valt het koppel met het minste geld af. Dit koppel mag 'Het Pentagonspel' spelen: een troostronde voor maximaal 10.000 gulden. De bedoeling is om, na het juist beantwoorden van een aantal vragen, een vijfhoekig voorwerp uit de grond te trekken zonder dat deze een van de zijkanten raakt. Als dit niet lukte, kregen ze een nieuwe kans bij een volgende vraag. Het aantal juist beantwoorde vragen bepaalde het aantal pogingen dat ze mochten doen. Er waren vijf vijfhoekige voorwerpen. Onder vier van deze voorwerpen zat een geldbedrag dat het koppel verdiende als ze het succesvol konden pakken. Onder een van de vijfhoekige voorwerpen zat echter een "Mispoes"(een X). Als een koppel dit voorwerp pakte of als alle pogingen mislukten doordat ze de randen raakten, raakte het al z'n geld kwijt en kregen ze een straatje staatsloten als troostprijs.  

### Ronde 3 (halve finale)
Veronica (1992-1994)
De twee overgebleven koppels spelen wederom drie spellen. Het eerste spel is een wisselend actiespel, het tweede spel is het gokken van hoger en lager aan de hand van de bekende trekkingen en het derde spel is Blackjack, wat later is vervangen door een spel met inschattingsvragen. Bij het laatste spel kunnen de koppels per vraag zelf beslissen wat de inleg is. Het koppel met het meeste geld verdient een ticket voor de finale.
RTL 4 (1996-2000)
De twee overgebleven koppels spelen twee spellen. Het eerste spel is een wisselend actiespel in combinatie met het hoger en lager schatten aan de hand van de trekkingen van de Staatsloterij. Het tweede spel wordt gespeeld bij de videowand, waar na het juist beantwoorden van vragen een bekend persoon tevoorschijn komt op het scherm. Dit spel is ook in een andere variant gespeeld, waar bij een juist antwoord telkens een letter van een verborgen woord wordt getoond. Het koppel met het meeste geld, vaak na het winnen van dit laatste spel, gaat naar de finale.

### Troostfinale / Autospel
Veronica (1992-1994)
Er viel vlak voor de start van de finale ook nog een auto te winnen. Bij De Staatsloterijshow op Veronica mogen beide koppels uit de halve finale kiezen uit op welke drie verschillende auto's zij de sleutel willen uitproberen. Vaak ging het hierbij om een kleine, middel en grote auto. Start de auto na dat de sleutel omgedraaid is in het contact, dan wint het bijbehorende koppel de bolide. Het koppel dat de finale haalt mag als eerste proberen. Mochten zij de verkeerde auto kiezen, dan mag het verliezende koppel uit de halve finale nog een poging wagen. 
RTL 4 (1996-2000)
Bij RTL 4 mag alleen het verliezende koppel uit de halve finale een poging wagen om een auto mee naar huis te nemen. Er zijn nu nog twee auto's over, maar wel vier verschillende sleutels. Het koppel moet drie vragen beantwoorden. Bij elk juist antwoord, valt een foute sleutel weg. In het beste geval blijft de juiste sleutel over en is er een kans van 50% over dat het koppel de juiste auto kiest.

### Finale
Het doel van de finale is om zoveel mogelijk foute kokers weg te spelen. In totaal zijn er tien kokers, waarvan één koker de juiste code bevat met het toegangsbewijs tot 100.000 gulden.
Veronica (1992-1994)
De finale op Veronica bestaat uit vier spellen: twee actiespellen die iedere aflevering anders zijn, de spiraal en als laatste het beantwoorden van drie kennisvragen. Voor de eerste drie spellen krijgt het koppel 7 minuten en 30 seconden te tijd. Hoe sneller de eerste twee spellen zijn voltooid, hoe meer tijd er over blijft voor de spiraal. Per spel in deze 7:30 minuut is één koker weg te spelen.
Bij het laatste finalespel worden drie vragen gesteld. Per goed beantwoorde vraag wordt wederom één koker weggespeeld, wat het totaal op zes weggespeelde kokers kan brengen. Op Veronica is er ook nog een thuiskoppel dat gedurende de uitzending met drie spellen in huis drie kokers kan elimineren. In theorie betekent dit dat er negen foute kokers weggespeeld kunnen worden, iets wat in de praktijk echter nooit is gebeurd. Presentator Marc Klein Essink kan het de finalisten nog moeilijker maken: bij een bepaald aantal weggespeelde kokers biedt hij een geldbedrag om het koppel af te kopen en niet met een code naar de kluis te gaan.
Mochten de finalisten na de vier spellen hier niet voor kiezen, dan kiest het koppel een koker uit en gaat met de code die naar de grote kluis midden in het decor. De code, die altijd uit zes cijfers bestaat, wordt ingevoerd en gecontroleerd. De kijker krijgt hierbij ook te zien welke code er wordt ingevoerd. Bij het invullen van het laatste cijfer hoor je de zin: "Tijdklok geactiveerd!" Daarna volgt een mix van computergeluidjes om de code te checken. Wanneer dat is gebeurd, zegt de computer: "De door u ingetoetste code is juist/onjuist". Als de code juist is, gaat de kluis open en wint zowel het koppel in de studio als het koppel op locatie 100.000 gulden. Deze prijs zit in een doorzichtig koffertje dat is voorzien van een blauwe lichtrand. Is de code echter onjuist, dan blijft de kluis dicht en gaat het koppel met enkel een straatje Staatsloten naar huis. De juiste code wordt vervolgens nog getoond met het bijbehorende kokernummer, zodat de juiste koker bekend wordt gemaakt.
Tot en met september 1992 zag op Veronica de finale er overigens iets anders uit. In plaats van foute kokers wegspelen, speelde het finalekoppel om zoveel mogelijk hints vrij te spelen. Door 'Wie is het?' te spelen met echte acteurs, kregen zij de code uit handen van degene die ze hadden aangewezen.
RTL 4 (1996-2000)
De finale op RTL bestaat uit twee actiespellen. Het eerste spel wisselt steeds, het tweede spel is de spiraal. De overgebleven tijd van het eerste spel mag mee worden genomen om de spiraal te voltooien. Daarna volgt als laatste de watertank waarin er één lid van het koppel onder water gaat(deze persoon werd in de watertank getakeld) en de ander vragen beantwoordt. De kijker krijgt hierbij te zien hoe lang degene die in de watertank stond onder water was. Hiermee bepaalde deze kandidaat hoeveel tijd de andere kandidaat had om de vragen te beantwoorden. Hierbij mocht hij/zij eenmalig 20 sec. naar boven gaan om adem te halen.
In het eerste spel kunnen twee kokers worden weggespeeld, bij de spiraal maximaal drie kokers en bij de watertank maximaal 4 kokers(bij elke drie juiste antwoorden werd een koker weggespeeld). In theorie kan er daardoor één koker overblijven met de juiste code. Het decor met de kluis en het intoetsen van de code is niet veranderd ten opzichte van de show die op Veronica werd uitgezonden. Alleen moesten ze om de code te laten checken na het intoetsen van het laatste cijfer op een aparte knop drukken om de code naar de computer te sturen. In deze variant heeft Marc Klein Essink echter niet de mogelijkheid de kandidaten af te kopen met een geldbedrag: zij móeten altijd kiezen uit de overgebleven kokers. Ook is het bij deze versie zo dat het juiste kokernummer en de bijbehorende code op een bord in het publiek verschenen na het intoetsen en controleren van de code. Op deze manier werd bij een foute code direct duidelijk was het juiste kokernummer en de juiste code waren om de kluis te openen.
Van 1998 t/m 2000 wordt er op RTL 4 gewerkt met het zogehete jackpotsysteem: als de kluis niet gekraakt werd, dan kwam er voor de volgende show 100.000,- gulden bij. Zo kon dit bedrag behoorlijk oplopen.

## Koppel op locatie
Toen de Staatsloterijshow bij Veronica werd uitgezonden, was er ook het zogenoemde 'thuiskoppel'. Dit koppel kon tijdens de show drie kokers wegspelen door middel van drie spellen. Dit waren meestal puzzelspellen / kleine doe-opdrachten die vaak binnen een minuut gehaald moesten worden. Voor elk gewonnen spel viel een koker weg en lukte het om de drie opdrachten te winnen, dan was er ook nog een bonusprijs. Dit was vaak een luxe vakantie. Wanneer het studiokoppel de kluis in de studio wist te kraken, won ook het thuiskoppel 100.000 gulden. Zij kregen deze dan ook in een koffertje met een blauwe lichtrand thuisbezorgd. Dit concept werd van 1992 t/m 1994 bij Veronica uitgezonden en de presentatie van het thuiskoppel lag in handen van Anita Witzier en later Chiel van Praag. Toen de show naar RTL 4 verhuisde, werd het concept met het thuiskoppel niet meer gespeeld.

## Trivia
- Het hoogst gewonnen bedrag ooit is 400.000 gulden. (december 1998)
- Regelmatig werd het spelverloop veranderd. Er werden bijvoorbeeld nieuwe of andere spellen gespeeld en een aantal spellen werden geschrapt.
- In 2000 verdween de show van de buis, om in 2006 weer even terug te komen onder de naam "De Staatsloterij €100.000 Show". Deze show leek op de vroegere Staatsloterijshow, alleen was deze show in vergelijking met de vroegere Staatsloterijshow drastisch ingekort.
- Zomereditie; Vaak werd er in de zomermaanden (juni t/m aug) een zomereditie uitgezonden. Deze vervangende show was meestal een muziekspektakel, dat ergens op een buitenlocatie in Nederland werd opgenomen.
- Oudejaarsavond. Het staatsloterijshowdecor werd jarenlang gebruikt tijdens de Oudejaarsloterijshow, verschil was wel dat de kluis de hele avond open stond en dat er niet de 100.000,- race gespeeld werd, maar vele muziekoptredens de spellen wisten te vervangen. Deze show werd altijd gepresenteerd door Mark Klein Essink soms met collega-presentatoren. In de tussen jaren dat RTL 4 stopte met de reguliere show en Klein Essink niet meer werkzaam was bij de zender namen Wilfred Genee en Irene van de Laar tot twee keer toe de presentatie op zich.
- Omdat de rechten van het format van De Staatsloterijshow in 1995 nog niet bij RTL 4 lagen, werd er een alternatieve kennisquiz gespeeld onder dezelfde naam. De finale hiervan werd gespeeld tijdens de Oudejaarsloterijshow op Oudejaarsavond. Ook deze quiz werd gepresenteerd door Marc Klein Essink. Een jaar later, in 1996, keerde de show met de bekende formule definitief terug op tv.

## Niet meer op tv
Op 10 december 2006 was de laatste aflevering van deze show. Met ingang van 2007 stopt de Staatsloterij met al haar televisieshows. De trekkingen worden vanaf dan bekendgemaakt in reclameblokken. Wel zendt de Staatsloterij de Oudejaarsloterijshow nog uit tijdens de oudejaarstrekking, maar natuurlijk is dit maar eenmaal per jaar. Ook was deze show in Duitsland bij de zender RTL een groot succes onder de naam "Die 100.000,- Mark Show". De (leader)muziek bij de Duitse versie was dezelfde als in de Nederlandse versie,
de presentatie hierbij was in handen van Ulla Kock am Brink (1993-1998) en later Franklin (1998-2000).